# 로베르토 첸
로베르토 레안드로 첸 로드리게스(스페인어: Roberto Leandro Chen Rodríguez, 1994년 5월 24일 ~ )는 파나마의 중국계 축구 선수이다. 2011년 9월 3일 파라과이와의 경기에서 데뷔 후 파나마 축구 국가대표팀으로도 활약하고 있다.